# Been to Hell
Been to Hell es el segundo sencillo oficial de Hollywood Undead de su segundo álbum American Tragedy y la primera canción de ese álbum. Se trata del octavo sencillo en la discografía de la banda. La canción fue lanzada como una descarga gratuita en el sitio web oficial de la banda el 5 de febrero de 2011. Más tarde fue lanzado como single el 15 de marzo y acompañado de un vídeo musical oficial el mismo día. Un remix de la canción apareció en el álbum American Tragedy Redux.

## Canción
La banda había estado grabando durante un segundo álbum desde principios de 2010, también en medio de la recesión Estados Unidos 2010. Esto causó un punto de máxima del 14% de desempleo en el estado de la banda de California. La recesión provocó una motivación parcial de estado en letras del infierno del fracaso y el tono más oscuro. La canción es específicamente acerca de las personas que vienen a Hollywood esperando alcanzar la grandeza y fama, pero no son capaces de lograr esto por motivos de drogas, la tentación y la apatía. Al hablar sobre el mensaje de la pista, J-Dog dice que se trata de "La verdad sobre lo que realmente sucede a las personas cuando se mudan a Los Ángeles, para ser actores o modelos o dios sabe lo que la gente delirios otros tienen ... el fracaso. Es muy cierto , pero la mayoría de la gente no está allí para conocer de primera mano ... pero lo somos, por lo que es nuestra interpretación de todo. Y asegúrese de quedarse hasta el final ... "
La superficie de la pista primero fue el 11 de enero de 2011, cuando la banda anunció oficialmente el título de su segundo álbum, American Tragedy, y lanzó un corto de un minuto de vídeo de vista previa del álbum. El video incluye un instrumental de estado en el infierno, que fue sin título en ese momento. La pista fue la tercera canción liberado tras el primer single, "Hear Me Now", y el sencillo promocional, "Comin 'en caliente ". La canción fue lanzada completo en el sitio web oficial de la banda en la medianoche del 5 de febrero como una descarga gratuita para agregar fanes a su lista de correo y para promocionar el álbum. Además, un vídeo lírica oficial fue lanzado que mostró destellos de Los Angeles y máscaras nuevos de la banda, una elaboración de previsualización de vídeo del álbum. La pista fue removido como una descarga gratuita un par de semanas más tarde antes de que fuera lanzado como un único y poner en iTunes el 15 de marzo de 2011. El video musical fue codirigida por Jeff Corey Janke y Soria, con un cameo de la estrella porno Peter North. Esta canción es la favorita de J-Dog según el.

## Video musical
El 15 de marzo, un vídeo musical oficial fue lanzado en iTunes, pero estaba disponible de forma gratuita a las personas que pre-ordenaron el álbum en iTunes. El video fue publicado en la página web oficial de la banda, tres días después, el 18 de marzo para su visualización. A diferencia de la letra vídeo oficial de la canción, el video musical muestra clips de Los Angeles y la realización de la banda. La banda se muestra jugando en un garaje subterráneo con dos podios titulares de un kit de batería en uno y algunos instrumentos de percusión y un teclado en la otra. Da Kurlzz toca la percusión y teclados mientras que el miembro de la banda de gira, Daren Pfeifer, toca la batería en el video sin ningún tipo de máscara. J-Dog rapea el primer verso, Johnny 3 Tears el segundo segunda, y Charlie Scene el tercero. Los coros son cantados por Danny con Charlie Scene haciendo coros. Cuando la banda está realizando, algunas fotos de el miembro tiene la realización de todos los demás miembros en el fondo se muestra a congelar en movimiento, incluso si hay una parte de su instrumento en el momento. La historia fue escrita por Jeff Janke y dirigida por Jeff Corey Janke y Soria también conocido como Craven Moorehead los dos directores han sido amigos desde la secundaria y tocado en bandas juntos durante muchos años. En las partes de que la banda no está funcionando, clips de varias personas y lugares se muestran. Lugares que se muestran alrededor de Los Ángeles incluyen: La Brea Avenue, Santa Monica Pier, The Los Angeles Metro sistema, Hollywood Boulevard, y la estación de tren de Los Ángeles. Unos cuantos personajes una actriz, modelo y músico se muestran en su viaje a Los Angeles a ganar fama a través de diversas profesiones. Una joven (interpretada por la actriz porno Brittany Bet alias BiBi Jones) llega a la ciudad e intenta modelo para una sesión, pero luego se empuja a posar desnuda y sacrificar su moral para convertirse en modelo. Ella se demostró más tarde que se han convertido en una bailarina de striptease, y luego una estrella del porno, y había perdido la oportunidad de modelar. El siguiente personaje es un hombre (interpretado por Jake Terrell, el hermano de Charlie Scene) que voló a Los Ángeles con una guitarra y hace una prueba para varias bandas, pero no tiene éxito. Recurre a noches de micrófono abierto en un club luego mendigando en el lado de la carretera. Con el tiempo se convierte en un roadie. El último personaje es una chica morena (interpretada por Amber Janke) que viene felizmente a Los Ángeles y se deja engañar por las vistas. Ella visita el Paseo de la Fama de Hollywood y luego trata de convertirse en actriz. A lo largo del video que se ve frustrado en las audiciones y panick golpeadas por tachando días en su horario de audición. También falla y finalmente se convierte en una camarera. Más tarde se encuentra con una de sus fotos de la audición manchadas de café en el restaurante donde trabaja. El vídeo termina cuando la morena Amber Goetz, deprimida, se suicida saltando desde una de las letras de Hollywood. Los personajes de las tres historias se mezclan con los clips de barrios deteriorados y con otras personas, como gentes sin hogar, lo cual simboliza el fracaso del sueño de la fama, que es la idea principal presentada en la letra de la canción.

## Charts
| Chart (2011)                          | Peak position |
| ------------------------------------- | ------------- |
| US Heatseeker Songs (Billboard)       | 13            |
| US Bubbling Under Hot 100 (Billboard) | 2             |

### Reconocimientos
| 2011                                                                                  | "Been to Hell" | AOL Radio: Top 10 Rock Songs of 2011 | Ganador | 5th |
| "—" denotes a nomination that did not place or places were not relevant in the award. |                |                                      |         |     |

- Datos: Q3661564